# Bare Wires
Bare Wires – czwarty album studyjny zespołu John Mayall & the Bluesbreakers, wydany nakładem Decca Records (Wielka Brytania) i London Records (USA).
Album był największym sukcesem Mayalla w Wielkiej Brytanii docierając do 3. miejsca na miejscowej liście przebojów.

## Album

### Historia i muzyka
Album powstawal w klimacie szybkich zmian w muzyce rockowej w 1968 roku, a zwłaszcza pod wpływem pomysłu albumu koncepcyjnego, zapoczątkowanego przez Sgt. Pepper’s Lonely Hearts Club Band zespołu The Beatles z 1967 roku, a podchwyconego przez takie zespoly jak The Hollies, The Moody Blues i The Temptations. Muzyczna koncepcja Mayalla uległa na albumie rozszerzeniu – rozpoczynał się on 23-minutową „Bare Wires Suite”, która zawierała więcej wpływów jazzowych niż zwykle i miała introspektywne teksty. Zmianie i rozszerzeniu uległ też skład zespołu – z poprzedniego pozostał tylko (nie licząc lidera) Mick Taylor, pojawili się nowi muzycy: Henry Lowther, grający na kornecie i skrzypcach, perkusista Jon Hiseman i basista Tony Reeves oraz dwaj saksofoniści.   
Album doczekał się po latach wznowień połączonych z jego remasteringiem oraz dodaniem, w formie bonusu, nagrań archiwalnych z okresu, w którym powstawał.

### Lista utworów
Lista i informacje według Discogs:
Side 1
| 1. | Bare Wires A Suite By John Mayall (Mayall) Bare Wires Where Did I Belong I Started Walking Open A New Door Fire I Know Now Look In The Mirror | 22:43 |
|    | |       |
|    | | 22:43 |
|    | |       |
Side 2
| 1. | I'm A Stranger (Mayall)   | 5:11  |
|    |                           |       |
| 2. | No Reply (Mayall, Taylor) | 3:06  |
|    |                           |       |
| 3. | Hartley Quits (Taylor)    | 2:58  |
|    |                           |       |
| 4. | Killing Time (Mayall)     | 4:42  |
|    |                           |       |
| 5. | She's Too Young (Mayall)  | 2:28  |
|    |                           |       |
| 6. | Sandy (Mayall)            | 3:49  |
|    |                           |       |
|    |                           | 22:14 |
|    |                           |       |

#### Muzycy
- John Mayall – śpiew, harmonijka, fortepian, organy, gitara
- Tony Reeves – gitara basowa
- Mick Taylor – gitara
- Jon Hiseman – perkusja, instrumenty perkusyjne
- Dick Heckstall-Smith – saksofon tenorowy, saksofon sopranowy
- Chris Mercer – saksofon tenorowy, saksofon barytonowy
- Henry Lowther – kornet, skrzypce

#### Produkcja
- John Mayall – producent
- Mike Vernon – producent
- Derek Varnals – inżynier dźwięku
- Pete Smith – zdjęcie
- Jan Persson – kolorowe zdjęcie w środku

### Lista utworów (CD, wznowienie, Decca, 2007)
Lista i informacje według Discogs:
Disc One	
| 1.  | Bare Wires Suite Bare Wires Where Did I Belong I Started Walking Open A New Door Fire I Know Now Look In The Mirror | 22:59 |
|     | |       |
| 2.  | I'm A Stranger | 5:13  |
|     | |       |
| 3.  | No Reply | 3:09  |
|     | |       |
| 4.  | Hartley Quits | 2:55  |
|     | |       |
| 5.  | Killing Time | 4:48  |
|     | |       |
| 6.  | She's Too Young | 2:22  |
|     | |       |
| 7.  | Sandy | 3:48  |
|     | Bonus Tracks |       |
| 8.  | Picture On The Wall                                                                                                 | 3:03  |
|     | |       |
| 9.  | Jenny A & B side of single                                                                                          | 4:40  |
|     | |       |
| 10. | Knocker's Step Forward                                                                                              | 3:13  |
|     | |       |
| 11. | Hide And Seek Recorded at Decca studios, London, April '68                                                          | 2:23  |
|     | |       |
| 12. | 6:46 |       |
|     | 13 |       |
|     | | 58:33 |
|     | |       |

## Odbiór

### Opinie krytyków
| Oceny łączne                  | Oceny łączne |
| Publikacja                    | Ocena        |
| ----------------------------- | ------------ |
| Album of the Year             | 60/100       |
| Recenzje                      |              |
| Publikacja                    | Ocena        |
| AllMusic                      | [ 1 ]        |
| The Rolling Stone Album Guide | [ a ] [ 6 ]  |
| Tylko Rock                    | 1/4          |

Marcin Gajewski z miesięcznika Tylko Rock analizując suitę „Bare Wires” uważa, że w trakcie jej komponowania Mayallowi „najwyraźniej zamarzyła się sztuka przez duże S” i że „wyraźnie wychylił się on poza blues-rockową burtę”. Autor podkreśla wkład przyszłych muzyków Colosseum oraz Micka Taylora, którego nazwał „kolejnym herosem gitary u boku Mayalla”.
Według Richarda Haversa z magazynu udiscovermusic Mayall „mieszając bluesa, folk, jazz, R&B i rodzący się rock progresywny, a nawet odrobinę psychodelii, [sprawił, ze] siedem piosenek, które składają się na „Suite”, dobrze się sprawdza”.
„Dla wszystkich, ale przede wszystkim dla bluesowych purystów jest Bare Wires jedną z najbardziej interesujących płyt – Mayall dokonuje jednej z pierwszych prób fuzji jazzu i rocka. Sekcja dęta (Dick Heckstall-Smith i Chris Mercer) dodaje albumowi elegancji, a sam Mayall w lekko chropawym, szepczącym stylu odnajduje przejmującą narrację, która działa”.

### Listy tygodniowe
| Kraj              | Lista           | Pozycja |
| ----------------- | --------------- | ------- |
| Norwegia          | VG-lista        | 9       |
| Stany Zjednoczone | Billboard 200   | 59      |
| Wielka Brytania   | UK Albums Chart | 3       |